# Ochrogaster lunifer
Ochrogaster lunifer is een vlinder uit de familie van de Notodontidae (Tandvlinders), uit de onderfamilie van de Thaumetopoeinae (Processievlinders). De wetenschappelijke naam van de soort is voor het eerst gepubliceerd in 1855 door Herrich-Schäffer.
De soort komt voor in Australië.